# 大理珍珠菜
大理珍珠菜（学名：Lysimachia taliensis）为报春花科珍珠菜属的植物，是中国的特有植物。分布于中国大陆的云南等地，生长于海拔2,600米至3,800米的地区，多生长于山坡草地及灌木林中，目前尚未由人工引种栽培。

## 异名
- Lysimachia pauciflora C. Y. Wu
- Lysimachia taliensis Bonati var. breviloba C. Y. Wu